# Кгалагади (трансграничный парк)
Трансграничный парк Кгалагади  (англ. Kgalagadi Transfrontier Park) — крупный заповедник дикой природы и природоохранная зона в южной части Африки.
Парк расположен на границе между ЮАР и Ботсваной и включает два соседних национальных парка:
- Национальный парк Калахари Гемсбок в ЮАР
- Национальный парк Гемсбок в Ботсване

Общая площадь парка составляет 38 000 квадратных километров (15 000 квадратных миль). Примерно три четверти парка находятся в Ботсване и одна четверть в ЮАР. Кгалагади означает «место жажды». В декабре 2015 года в сообщениях СМИ утверждалось, что права на добычу газа методом фрекинга на более чем половине ботсванской части парка были проданы. Позднее правительство Ботсваны опровергло эти сообщения.

## История
Национальный парк Калахари Гемсбок в Южной Африке был основан 31 июля 1931 года в основном для защиты мигрирующей дичи, особенно орикса, от браконьерства. В 1948 году было заключено неофициальное устное соглашение между тогдашним протекторатом Бечуаналенда и Южно-Африканским Союзом о создании заповедной зоны на смежных территориях двух земель. В июне 1992 года представители Совета национальных парков Южной Африки (ныне SANParks) и Департамента дикой природы и национальных парков Ботсваны создали совместный комитет по управлению территорией, как единой экологической единицей. План управления был составлен, рассмотрен и одобрен в 1997 году. Стороны договорились сотрудничать в сфере туризма и делить поровну плату за вход в парк. 7 апреля 1999 года Ботсвана и Южная Африка подписали историческое двустороннее соглашение, в соответствии с которым обе страны взяли на себя обязательство управлять своими соседними национальными парками, национальным парком Гемсбок в Ботсване и национальным парком Калахари Гемсбок в Южной Африке как единой экологической единицей. Граница между двумя парками не имела физических барьеров, хотя она также является международной границей между двумя странами. Это позволяло свободное перемещение животных. 12 мая 2000 года президент Ботсваны Фестус Могае и президент Южной Африки Табо Мбеки официально открыли первый парк мира в Южной Африке, Трансграничный парк Кгалагади.
С 1 апреля 2017 года по 31 марта 2018 года парк посетили 52 463 человека, что на 48 221 больше, чем в предыдущем году.

### Сохранение культурного наследия. «!Xaus Lodge»
В октябре 2002 года правительства выделили 580 км2 (224 миль2) для использования коренными народами, общинами Кхомани Сан и Миер. Это было разделено между 277,69 км2 земель наследия Сан и 301,34 км2 земель наследия Миер. Южноафриканские национальные парки (SANParks) управляют землей по контракту. Эта земля была названа парком наследия «!Ae!Hai». Соглашение об урегулировании также предусматривало, что общины получат средства на конкретную цель строительства туристического объекта. Лодж был назван «!Xaus Lodge» (что означает «сердце» на местном языке) и управляется на коммерческой основе от имени общин ‡Кхомани Сан и Миер компанией Transfrontier Parks Destinations.
Существование «!Xaus Lodge» позволяет культурным практикам ‡Кхомани Сан продолжаться несколькими способами. Культурная деревня около Lodge позволяет местным жителям создавать и продавать свои ремесла. Это и способ для них подражать и помнить культуру исторического ‡Khomani San, и способ для них выразить изменения в этой культуре. Парк наследия «!Ae!Hai» также был назван первым Международным заповедником тёмного неба в Африке Международной ассоциацией тёмного неба.

## География

### Местоположение и рельеф
Парк расположен в основном в южной части пустыни Калахари. Местность состоит из красных дюн, редкой растительности, редких деревьев и сухих русел рек Нособ и Ауоб. Говорят, что реки текут только раз в столетие. Однако вода течет под землей, обеспечивая жизнь траве и деревьям Vachellia erioloba, растущим в руслах рек. Реки могут течь ненадолго после сильных гроз.

### Дикая природа
В парке обитает более 470 видов диких животных, включая льва, гепарда, африканского леопарда, пятнистую гиену и бурую гиену. Более мелкие млекопитающие включают африканскую дикую кошку, большеухую лисицу и капскую лисицу, чепрачного шакала, каракала, генету и медоеда, а также сурикатов и мангустов. Мигрирующие стада крупных копытных, таких как голубой гну, сернобык, спрингбок, стенбок, южный жираф, обыкновенная канна, большой куду, бородавочник, клипспрингер и красный бубал также живут и перемещаются в зависимости от сезона в парке, обеспечивая пропитание для хищников. В парке обитает более 200 видов птиц, включая страусов, дроф, водоплавающих птиц, аистов и воробьиных, а также около 30 хищных птиц. В парке обитает более 30 видов рептилий и амфибий, в том числе ядовитые змеи, такие как капская кобра, рогатая гадюка, шумящая гадюка и чёрная мамба; капские водяные черепахи, леопардовая черепаха и зубчатая черепаха, различные виды агам, гекконов и сцинков; амфибии включают песчаную лягушку и африканскую лягушку-быка
С 2005 года охраняемая территория считается территорией сохранения львов и оплотом львов в Южной Африке.

### Климат
Погода в Калахари может достигать экстремальных значений. Январь — это середина лета в Южной Африке, и дневные температуры часто превышают 40 °C (104 °F). Зимние ночи могут быть довольно холодными, с температурой ниже нуля. Были зарегистрированы экстремальные температуры от −11 °C (12 °F) до 45 °C (113 °F). Осадки в этой пустынной местности редки.

## Туризм
В парке есть три традиционных туристических домика, называемых «лагерями отдыха». Это полностью обслуживаемые домики, включающие такие удобства, как кондиционер, магазины и бассейны. В парке также есть шесть лагерей для наблюдения за дикими животными.
- Красные дюны в Кгалагади-Калахари
- Орикс, в честь которого изначально были названы парки, стоит в высохшем русле реки
- Птичьи гнёзда
- Лагерь Урикаруус
- Южноафриканский гепард с тушей
- Самец льва у водопоя
- Сурикаты
- Стадо спрингбоков

## Внешние ссылки
Путеводитель «Кгалагади (трансграничный парк)» в Викигиде (англ.)
- South African National Parks website
- Department of Environmental Affairs and Tourism website
- Photography and Safari guide to the Kgalagadi Transfrontier Park
- !Xaus Lodge - owned and run by the Khomani San and Mier communities